# Rasmus Landström
Karl Rasmus Natanael Landström, född 2 augusti 1985, är en svensk författare och kulturkritiker, Han är sedan 2024 verksam som litteraturredaktör på Aftonbladet Kultur.

## Biografi
Landström har specialiserat sig på arbetarlitteratur, som han skrivit om i Flamman, Clarté, ETC och på Aftonbladet Kultur. Han anser att begreppet ”invandrarförfattare” och ”mångkulturell litteratur” är djupt missvisande beskrivningar. Istället har han lanserat begreppet mellanförskapslitteratur.
År 2020 gav han ut Arbetarlitteraturens återkomst. DN:s Johan Svedjedal beskrev boken som "en medryckande studie om Sverige då och nu ... som imponerar med tänkvärda och pålästa insikter om estetik och politik". Samma år gav han ut Coronateserna, en personlig essä om hur pandemin kan bli en nystart för ett jämlikt samhälle. Boken är utgiven på Verbal förlag i samarbete med det fackliga idéinstitutet Katalys.
Han har ägnat sig åt debatt och opinionsbildning om mansrollen, som han menar blivit trängre, och där han menar att det var lättare att vara man på 1990-talet. Han har deltagit i Ivar Arpis podd Rak Höger  där han menar att det pågår ett krig mot de tjocka.
Landström är bosatt i Väring på Västgötaslätten. Han är (2024) medlem i Tidningsföreningen Norrskensflammans styrelse.